# Vila manželů Nepasických
Vila manželů Nepasických je rodinný dům zbudovaný v letech 1923–24 na Střelecké ulici v Hradci Králové pro ředitele České banky Kamila Nepasického a jeho manželku Marii.

## Historie
Projekt vily vznikl v roce 1923 a jeho autorem byl architekt Milan Babuška, mezi jehož práce patří také funkcionalistická sokolovna na Eliščině nábřeží v Hradci Králové. Výstavba domu začala v září 1923 a byla dokončena v říjnu 1924. Stavbu prováděla stavební firma Václav Nekvasil – Robert Schmidt. Vila byla v průběhu let rozdělena na několik menších nájemních jednotek. V současnosti (2020) se dům nachází v dobrém, udržovaném stavu.
Vila byla navržena k zařazení na seznam nemovitých kulturních památek.

## Architektura
Exteriér domu je výrazně dekorativistický, až moderně barokní. Nápadný je především bohatý štukový ornament (na jižní straně domu rozsáhlá figurální scéna s putti). Dům byl navržen jako podsklepený, se dvěma obytnými podlažími a obytnou půdou. Suterén sloužil jako technické zázemí (prádelna, sklepy…). Přízemí obsahovalo směrem do ulic reprezentativní místnosti (součástí jedné z nich byl i trojboký arkýř viditelný na východní fasádě domu), směrem do zahrady pak místnosti užitné (kuchyně, spíž, místnost pro úschovu květin…). Vertikální komunikace v domě byla zprostředkována schodištěm v hale situované na severní straně domu – na severní fasádě se promítá rizalitem s třemi řadami svislých oken. V prvním patře byla ložnice manželů Nepasických, šatna a koupelna. Valbová střecha pak byla na východní a jižní straně prolomena dvěma arkýři s novobarokními štíty, za nimiž se v interiéru nacházely dvě další obytné místnosti.